# Брадерстон, Ноэл
Ноэл Брадерстон (англ. Noel Brotherston; 18 ноября 1956, Дундональд, Северная Ирландия — 6 мая 1995, Блэкберн, Великобритания) — североирландский футболист, вингер. Наиболее известен по выступлениям за «Блэкберн Роверс» и национальную сборную на Чемпионате мира 1982 года.

## Клубная карьера
Играл за клубы Футбольной лиги «Тоттенхэм Хотспур», «Блэкберн Роверс», «Бери» и «Скарборо». В сезоне 1975/76 дебютировал за «шпор» в Первом дивизионе.
Брадерстон сильно выделялся из-за причёски, так называемого «рыжего афро» (англ. ginger afro). Будучи вдохновляющей фигурой, помог «Блэкберну» в сезоне 1979/80 подняться во Второй дивизион. Был любимцем болельщиков и настоящей легендой клуба, проведя за «бродяг», в общей сложности, более 300 матчей.

## Карьера в сборной
За сборную дебютировал 16 мая 1980 года в домашнем товарищеском матче со сборной Шотландии, выйдя в стартовом составе. Первый гол за сборную забил 23 мая в гостевом матче в рамках Домашнего чемпионата Великобритании со сборной Уэльса.
Третий (и последний) гол за сборную забил 15 октября в ворота сборной Швеции в рамках отбора к Чемпионату мира 1982 года, принеся своей команде победу и важнейшие три очка в борьбе за выход в финальную часть турнира. Всего принял участие в трёх из шести матчах отборочного турнира, в том числе и в победном матче со сборной Израиля, позволившим Северной Ирландии впервые с 1958 года отобраться на мундиаль.
Всего на Чемпионате мира отыграл два матча, в каждом из которых выходил на замену: на 65-й в матче со сборной Гондураса и на 67-й в матче со сборной Австрии.
Всего за сборную сыграл 27 матчей и забил 3 гола.

### Голы за сборную
| # | Дата            | Место                      | Соперник  | Счёт | Результат | Турнир                                 |
| - | --------------- | -------------------------- | --------- | ---- | --------- | -------------------------------------- |
| 1 | 23 мая 1980     | Кардифф, Уэльс             | Уэльс     | 0-1  | 0-1       | Домашний чемпионат Великобритании 1980 |
| 2 | 18 июня 1980    | Аделаида, Австралия        | Австралия | 1-1  | 1-2       | Товарищеский матч                      |
| 3 | 15 октября 1980 | Белфаст, Северная Ирландия | Швеция    | 1-0  | 3-0       | Квалификация на ЧМ 1982                |

## Личная жизнь
Брадерстон вырос в городе Дундональд, к востоку от Белфаста. Позже жил в Восточном Белфасте.
После завершения карьеры футболиста поселился в ставшем родным Блэкберне, где работал художником и декоратором. Умер 6 декабря 1995 года в 38-летнем возрасте от сердечного приступа.

## Достижения

### Клубные
«Блэкберн Роверс»
Выход во Второй дивизион: 1979/80

### В сборной
Чемпион Домашнего чемпионата Великобритании: 1980